# Zandstrook
Zandstrook en kloosterhout zijn synonieme termen uit de oude (hout)scheepsbouw. De zandstrook is aan weerszijden van het schip de eerste plank ("gang") tussen de kielbalk en de verdere scheepsromp en loopt van voor- tot achtersteven. Omdat deze gang weinig kromming behoeft, kan hij breder dan de andere gangen worden uitgevoerd. Hoewel duurder, werd/wordt een zo groot mogelijke breedte toegepast, daar dit de kans op lekkage onder de waterlijn verkleint.

## Andere betekenissen
Naast een term in de scheepsbouw is "zandstrook" in de water- en molenbouw de benaming voor respectievelijk een dwarshout bij funderingen (bijvoorbeeld van een sluis) en een dekbalk langs de waterloop bij een watermolen. In letterlijke zin is een zandstrook een smalle zandvlakte.